# Tetracera perriniana
Tetracera perriniana är en tvåhjärtbladig växtart som beskrevs av Spreng.. Tetracera perriniana ingår i släktet Tetracera och familjen Dilleniaceae. Inga underarter finns listade i Catalogue of Life.